# Бабичев Федір Семенович
Федір Семенович Бабичев (28 лютого 1917, Бобрикове — 28 квітня 2000, Київ) — український хімік-органік, доктор хімічних наук, академік АН України. Головний редактор Української Радянської Енциклопедії, віцепрезидент АН УРСР. Депутат Верховної Ради УРСР 10—11-го скликань. Член ЦК КПУ в 1986—1990 роках.

## Біографія
Народився 28 лютого 1917 року в селі Бобриковому (нині Антрацитівського району Луганської області) в селянській родині. В 1936 році з відзнакою закінчив середню школу у місті Ровеньках, після закінчення якої поступив на хімічний факультет Київського університету. Закінчив його в 1944 році.
З 1944 року пройшов шлях від завідувача хімічного складу, старшого лаборанта і асистента до декана хімічного факультету Київського державного університету імені Шевченка. У 1948 році захистив кандидатську дисертацію за матеріалами дослідження метиленових основ ряду похідних тіазолу. У 1965 році захистив докторську дисертацію на тему «2-Бензтиазолилалкил(арил)карбоновые кислоты и синтезы из них гетероциклов с мостиковым атомом азота».
Член КПРС з 1956 року.
З 1967 року — професор кафедри органічної хімії. Протягом 1968—1978 років — декан хімічного факультету. У 1971 році роки був обраний завідувачем кафедри органічної хімії. У 1973 році обраний академіком НАН Української РСР.

Могила Федора Бабичева

У 1978—1988 роках був віцепрезидентом АН Української РСР. З 1988 року — радник Президії НАН Української РСР (України). Тривалий час був заступником головного редактора і головним редактором (з грудня 1985 року) Української Радянської Енциклопедії (УРЕ).
Обирався депутатом Верховної Ради УРСР Х та ХІ скликань.
Донька — Олександра Бабичева (1943—2017), науковиця Національного університету охорони здоров'я України ім. П. Л. Шупика, кандидат хімічних наук. 
Помер 28 квітня 2000 року. Похований в Києві на Байковому кладовищі разом з дружиною та донькою.

## Наукова і педагогічна діяльність
Тривалий час читав загальний курс органічної хімії та спецкурс «Стереохімія органічних сполук».[Автор 394 наукових публікацій (з них понад 100 авторських свідоцтв), в тому числі посібника з хімії для вчителів «Будова і властивості органічних сполук» (1971 рік, разом з М. Ю. Корніловим), трьох монографій та шість літературних оглядів.
Основні роботи відносяться до хімії гетероциклічних сполук. В 1950 році відкрив реакцію алкилірування метиленових основ ряду бензотіазолу, тіазолу і нафтотіазолу галогеналкилами. В 1956 році розробив спосіб синтезу бензотіазолілалкіл (арил) карбонових кислот конденсацією о-амінофенолу з ангідридами двоосновних кислот; відновленням ефірів бензотіазолілалкіл (арил) карбонових кислот отримав відповідні карбіноли. В 1964 році встановив будову продуктів приєднання α-галогенкетонів і хлорангидридів карбонових кислот до метиленових основ ряду бензотіазолу; отримав ціанінові барвники на основі 2,3-поліметиленбензотиазолинових солей і шляхом введення в їх поліметиленові цикли атомів кисню і сірки домігся поглиблення їх забарвлення. В 1969 році запропонував методи синтезу ряду конденсованих гетероциклів з загальним атомом азоту для двох циклів. В 1970—1973 роках встановив можливість застосування цих сполук як фізіологічно активних препаратів, органічних напівпровідників, фотосенсибілізаторів. Вивчав стереохімію азотовмісних гетероциклів.
Виховав двох докторів та понад 30 кандидатів наук.

## Відзнаки
Нагороджений орденами Леніна, Жовтневої Революції, Трудового Червоного Прапора.
Лауреат премій АН України імені Л. В. Писаржевського (1985 рік; за монографію «Химия изоиндола»; разом з Ковтуненком В. О.) і А. І. Кіпріанова (1995 рік; за цикл праць «Синтез та реакційна здатність сполук ряду ізоіндолу та ізохіноліну»; разом з Ковтуненком В. О. та Киселем В. М.)..
З 1994 року почесний Соросівський професор. У 1997 році присвоєно почесне звання «Заслужений діяч науки і техніки України».
У 1998 присуджена Державна премія України з науки та техніки за цикл праць «Молекулярний дизайн гетероциклічних сполук» (разом з Воловенком Ю. М. та Ковтуненком В. О.).